# Visita de Charles de Gaulle a México en 1964
Del 16 al 19 de marzo de 1964, el entonces presidente francés Charles De Gaulle realizó una visita a México por invitación del presidente Adolfo López Mateos. Previo a la visita, el embajador francés devolvió al país tres banderas tomadas por Maximiliano de las tropas de Benito Juárez durante las batallas de San Lorenzo y San Pablo del Monte entre 1863 y 1864, durante la segunda guerra franco-mexicana.
El viaje fue anunciado indirectamente el 5 de marzo por la Office de Radiodiffusion-Télévision Française (ORTF) en el programa de televisión francés Bonne nuit les petits. Nounours, el protagonista de la serie, anunció su inminente partida a México y pronunció unas palabras en español.

## Visita oficial
De Gaulle llegó a suelo mexicano el 16 de marzo a bordo de su Boeing 707 vía Pointe-à-Pitre, con una breve escala en Mérida antes de llegar a la Ciudad de México a bordo de su Caravelle. Se propuso presentarse ante las autoridades mexicanas en un avión francés. Como preparación para el evento, se colocaron dos enormes retratos de los presidentes en el edificio El Moro, y la Central Sindical de Trabajadores transportó en camiones a 250.000 trabajadores para formar un seto de 8 km desde el aeropuerto hasta el centro de la ciudad. Los aviones lanzaron miles de folletos sobre la capital mexicana, invitando a la población a participar en el evento. 
De Gaulle se dirigió a los 300.000 mexicanos reunidos en el Zócalo en español desde el balcón del Palacio Nacional, el único líder extranjero en hacerlo. Concluyó su discurso con una frase que ha pasado a la historia:

He aquí, pues, lo que el pueblo francés propone al pueblo mexicano: marchemos la mano en la mano.

El discurso no generó una respuesta entusiasta en su momento. El 17 de marzo, el presidente Adolfo López Mateos ofreció un banquete de gala en el Palacio Nacional al general De Gaulle, al cual concurrieron los expresidentes mexicanos Lázaro Cárdenas del Río, Emilio Portes Gil, Miguel Alemán y Adolfo Ruiz Cortines con sus esposas. Por otro lado, su visita a la Universidad Autónoma de México el 18 de marzo provocó furor entre el público; la multitud era tan grande que su automóvil no pudo continuar, y fue literalmente cargado por grupos de estudiantes que gritaban su nombre.